# Australiens historia

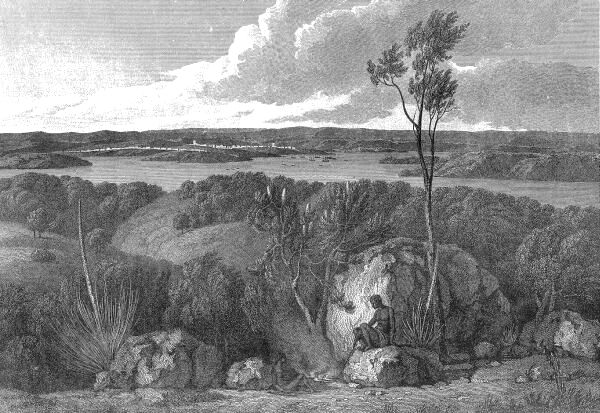
Vy från Port Jackson.

Australiens historia påbörjades då människor började migrera till den australiska kontinenten från norr, för omkring 40 000 till 45 000 år sedan. Den här tiden omtalas som Australiens förhistoria. Australiens nedtecknade historia påbörjas då europeiska utforskare först skådade landet. Den nedtecknade historien delas in i två perioder, innan och efter Australien blev en dominion i det Brittiska imperiet 1901.

## Australiens förhistoria
Australiens förhistoria är en term som används för att beskriva tiden mellan att kontinenten blev bebodd för minst 50 000 år sedan (kanske mer än 80 000 år sedan), och den europeiska upptäckten av Australien 1606. Den europeiska upptäckten ses som början av Australiens moderna historia. Eran klassificeras som förhistorisk då det inte finns några skriftliga uppgifter från denna tid.

## Australiens historia före 1901

Registrerade upptäckter av den australiska kontinenten kan dateras tillbaka till det tidiga 1600-talet. Den första odiskutabla upptäckten gjordes 1606 av den nederländska sjöfararen Willem Janszoon, som seglade i Carpentariaviken och skådade och gick i land vid Kap Yorkhalvön. Fler sjömän under 1600-talet, främst holländare, men även fransmän och engelsmän, gjorde samma upptäckt, och i början av 1700-talet hade västra och norra kustlinjen av vad som kallades Nya Holland kartlagts. Däremot hade inga försök till bosättning gjorts.

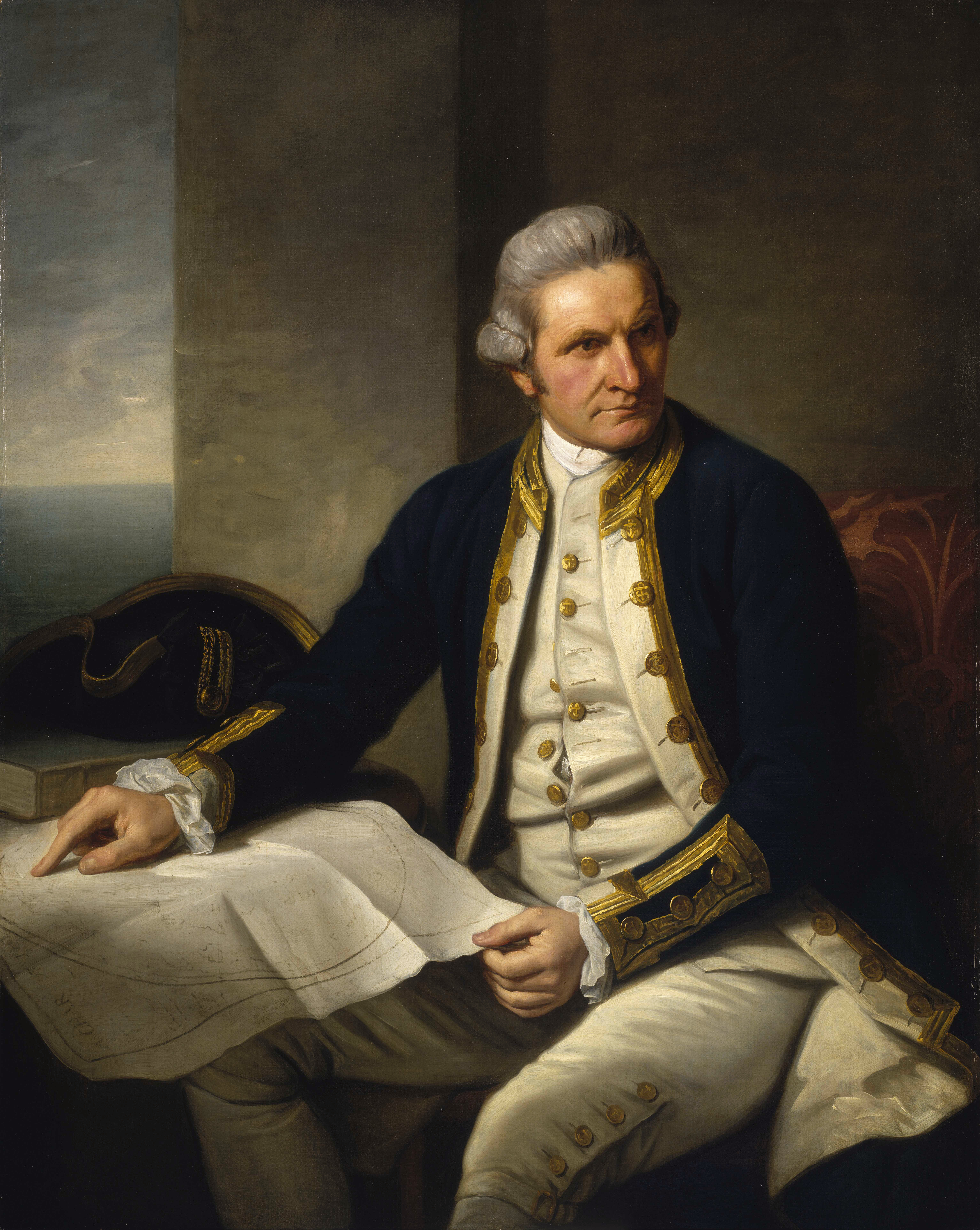
James Cook.

1770 kartlades Australiens östra kust av den brittiska löjtnanten James Cook, som gick i land första gången vid Botany Bay 29 april 1770. I sällskap hade han Linnélärjungen Daniel Solander, vars botaniska upptäckter gav upphov till platsens namn. Cook fortsatte norrut, och gick i land på Possessionön i Torres sund 22 augusti 1770, där han formellt la anspråk på den östra kustlinje han upptäckt för den brittiska kronans räkning. Han gav området namnet New South Wales. Då Cooks upptäckter skulle leda till de första europeiska bosättningarna i Australien ses ofta Cook som Australiens europeiska upptäckare.
Cooks upptäckt innebar en lösning på britternas problem med fängelseplatser, vilket hade orsakats av förlusten av de amerikanska kolonierna. Den 13 maj 1787 startade också en seglats från Portsmouth mot Botany Bay.
Den brittiska kolonin New South Wales inleddes med en bosättning och straffkoloni vid Port Jackson av kapten Arthur Phillip den 26 januari 1788. Detta datum skulle senare bli Australiens nationaldag. Van Diemens ö, idag Tasmanien, bosattes av européer 1803 och blev en separat koloni 1825. Britterna gjorde officiellt anspråk på västra Australien 1829. Separata kolonier grundades under de följande åren, South Australia 1836, Victoria 1851 och Queensland 1859. Northern Territory grundades 1863 som en del av provinsen South Australia. Victoria och South Australia grundades som så kallade fria kolonier, genom att de aldrig fungerade som straffkolonier, även om de mottog före detta fångar från Tasmanien. Western Australia grundades också som en fri koloni, men accepterade senare fångar på grund av arbetsbrist. Transporten av fångar till Australien fasades ut mellan 1840 och 1868.
Under det tidiga 1850-talet uppstod en guldrush i Australien, och Eureka Stockade-upploppet 1854 var ett tidigt tecken på nationalistiska uppfattningar. Mellan 1855 och 1890 fick de sex kolonierna individuella egna regeringar, vilket innebar att de hade makten över det som rörde dem själva medan de fortfarande var en del av det brittiska imperiet. Kolonialkontoret i London behöll dock kontroll över vissa frågor, som utrikespolitik, försvar och internationell handel.

## Australiens historia efter 1901
Den första januari 1901 gick de australiska kolonierna tillsammans i en federation som planerats under en tioårsperiod, och Samväldet Australien bildades, som en dominion i det brittiska imperiet med Edmund Barton som dess förste premiärminister. Australian Capital Territory grundades ur New South Wales 1911 för att bilda ett område till den tänkta nya huvudstaden Canberra (Melbourne var huvudstad mellan 1901 och 1927). Northern Territory förflyttades från South Australias överhöghet till samväldets 1911. Australiska trupper deltog i båda världskrigen. Sedan andra världskriget har Australien förvandlats av ett massivt immigrationsprogram, och sedan 1970-talet, då White Australia-policyn avskaffades, har stor invandring från speciellt Asien skett, vilket har förändrat Australiens demografi och kultur rejält.
Westminsterstatuten 1931 avslutade formellt de flesta av de konstitutionella banden mellan Australien och Storbritannien, men Australien antog inte statuten förrän 1942. Chocken efter Storbritanniens förlust i Asien 1942 och det japanska invasionshotet gjorde att Australien vände sig till USA som ny allierad och beskyddare. Sedan 1951 har Australien varit i formell militär allians med USA enligt ANZUS-avtalet. De sista konstitutionella banden med Storbritannien upplöstes 1986. Australien är dock fortfarande en konstitutionell monarki med Charles III som Australiens kung. 1999 föreslogs en övergång till republik, ett förslag som slogs ner med liten marginal. Sedan Gough Whitlam valdes 1971 har nationen fokuserat mer och mer på sin roll i Stillahavsregionen. Whitlam avskedades 1975 av den vanligtvis opolitiska generalguvernören, i vad som har kallats den största politiska krisen i Australien i modern tid, efter att den oppositionskontrollerade senaten hade förhalat en omröstning om budgeten.